# Lahosse
Lahosse (gaskonsko La Hòssa) je naselje in občina v francoskem departmaju Landes regije Akvitanije. Naselje je leta 2009 imelo 295 prebivalcev.

## Geografija
Kraj leži v pokrajini Gaskonji 23 km vzhodno od Daxa.

## Uprava
Občina Lahosse skupaj s sosednjimi občinami Baigts, Bergouey, Caupenne, Doazit, Hauriet, Larbey, Laurède, Maylis, Mugron, Nerbis, Saint-Aubin in Toulouzette sestavlja kanton Mugron s sedežem v Mugronu. Kanton je sestavni del okrožja Dax.

## Zanimivosti
- cerkev sv. Janeza Krstnika iz leta 1929,
- dvorec Château de Lahosse iz druge polovice 19. stoletja,
- most na reki Louts iz začetka 19. stoletja.